# Kościół Saint Roch w Paryżu
Kościół Saint Roch (św. Rocha) – późnobarokowy kościół mieszczący się w I dzielnicy Paryża, na prawym brzegu Sekwany.

## Historia
Kościół Świętego Rocha powstał na miejscu rozebranej szesnastowiecznej kaplicy Św. Zuzanny. Zaprojektował go Jacques Lemercier, architekt chciał wznieść świątynię o długości nawy równej katedrze Notre-Dame, ostatecznie jest od niej o 5 metrów krótsza. Kamień węgielny 23 marca 1653 r. wmurowała Anna Austriaczka w towarzystwie swojego syna, przyszłego króla Ludwika XIV. Gdy w 1654 r. zmarł Jacques Lemercier budowę poprowadził Jules Hardouin-Mansart. Inwestycję w 1660 r. wstrzymano ze względów finansowych. Przebywający w tym czasie we Francji szkocki bankier John Law przyjął chrzest i przeznaczył w 1719 r. znaczną sumę pieniędzy na ukończenie budowy kościoła. Kościół konsekrowano w lipcu 1740 r.
Jeszcze w 1760 r. Louis-Etienne Boullée przebudował tył kaplicy Marii Dziewicy i dobudował kaplicę Kalwaryjską. Kościół wreszcie zdołał pozyskać bogatych protektorów, którzy sfinansowali najlepszych paryskich artystów (Falconeta, Pierre’a Viena, Doyena) na potrzeby wykonania malarskiej i rzeźbiarskiej dekoracji wnętrz.
W czasie rewolucji francuskiej został poważnie zniszczony. W 1795 r. na jego wysokich schodach rozegrała się ostatnia bitwa rojalistycznego powstania stłumionego przez artylerię pod wodzą Napoleona Bonaparte. Fasada obiektu nadal w kilku miejscach nosi ślady kul. W XIX w. na koszt miasta Paryża przeprowadzono rekonstrukcję i odbudowę zrujnowanych wnętrz kościoła, które po części odzyskały dawny blask. Przy zagospodarowywaniu opustoszałych wnętrz wykorzystano liczne elementy wyposażenia z całkowicie zniszczonych świątyń w regionie oraz zupełnie nowe dzieła naśladujące dawny styl. Ołtarz Simona Challe’a pochodzi z 1758 r.
W kościele znajduje się wiele nagrobków słynnych paryżan, między innymi: Cezara de Vendôme, Marii Anny de Burbon, Henriego de Lorraine-Harcourt, Pierre’a Corneille’a, André Le Nôtre’a, Marie Thérèse Rodet Geoffrin, Denisa Diderota, Claude Adrien Helvétiusa, Jean-Honoré Fragonarda, Paula d’Holbacha oraz Alexisa Pirona.
W latach 1841–1846 Louis Lefébure-Wély pełnił funkcję organisty tego kościoła. W dniu 26 listopada 1846 roku w kościele odbył się ślub polskiego poety romantycznego, Józefa Bohdana Zaleskiego z Zofią Rosengardtówną, warszawianką, uczennicą Fryderyka Chopina.

## Architektura

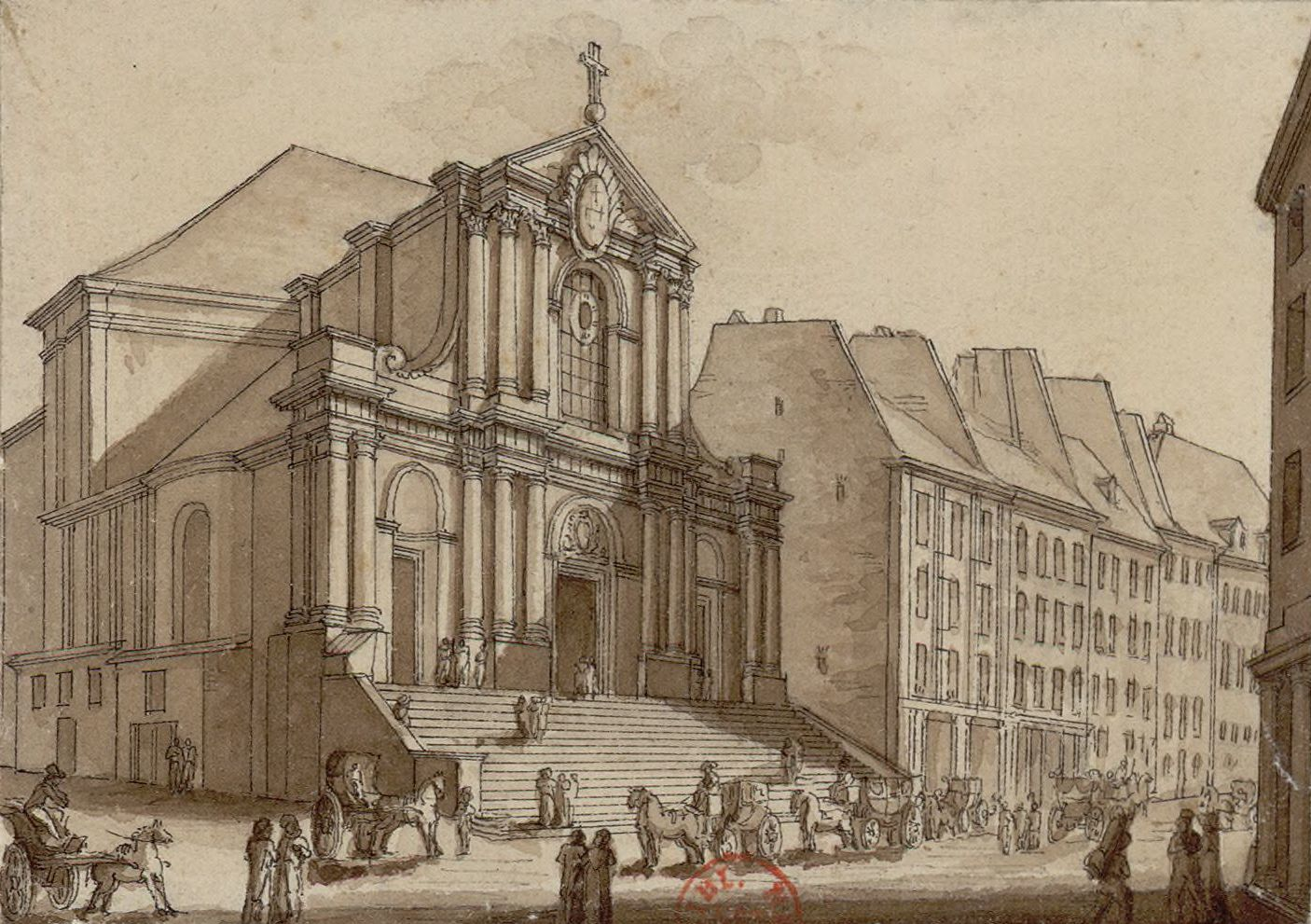
Kościół na osiemnastowiecznej litografii

Kościół składa się z trzech części: nawy głównej, dwu symetrycznych naw bocznych i w głównej osi kościoła dwu kaplic – kolistej Panny Marii i prostokątnej Kalwarii oraz zespołu łączących się ze sobą kaplic. Łącznie ma 126 metrów długości, co czyni go jedną z większych świątyń paryskich.
Fasada w charakterystyczny dla Francji sposób łączny klasycystyczne rozmieszczenie elementów zdobniczych (podwójna kolumnada z kolumn korynckich, tympanon, symetrycznie rozmieszczone rzeźby, półokrągłe drzwi i okna) z barokowym rozmachem całości.
Zdaniem Tadeusza Jaroszewskiego fasada kościoła Św. Trójcy i klasztor Misjonarzy w Mikulińcach ma podobieństwo do bezwieżowej, klasycyzującej fasady kościoła Saint Roch, której autorem był Robert de Cotte.